# Andrzej Tylczyński
Andrzej Tylczyński (ur. 1 stycznia 1925 w Poznaniu, zm. 11 lipca 2009 w Best w Holandii) – polski autor tekstów piosenek, dziennikarz, pisarz, satyryk.

## Życiorys
Zainteresowanie sztuką estradową było rodzinne (ojciec był aktorem Teatru Polskiego w Poznaniu). Studiował medycynę i ekonomię w Poznaniu (założył tu kabaret Żarty z karty), a na początku lat 50. XX wieku przeprowadził się do Warszawy. W młodości pracował m.in. w Głosie Wielkopolski oraz Tygodniku Demokratycznym. W latach 1949–1950 sprawował funkcję przewodniczącego MK SD w Poznaniu. W 1972 założył czasopismo Non Stop, zostając jego redaktorem naczelnym. W 1979 udokumentował I pielgrzymkę Jana Pawła II do Polski (dla PolyGram International).
Do śmierci mieszkał w Holandii. Syn, Piotr Tylko-Tylczyński, jest kompozytorem tworzącym m.in. muzykę elektroniczną, filmową oraz podkłady muzyczne do filmu, słuchowisk radiowych oraz reklam.

## Twórczość literacka
Na jego dorobek pisarski składa się kilkaset tekstów piosenek wykonywanych m.in. przez: Czesława Niemena, Piotra Szczepanika, Annę German, Irenę Santor, Marię Koterbską, Adę Rusowicz, Bohdana Łazukę, Ludmiła Jakubczak, Irenę Jarocką i Macieja Kossowskiego.

## Piosenki
- "Augustowskie noce" (muzyka Franciszka Leszczyńska, słowa Andrzej Tylczyński i Zbigniew Zapert, wykonują Maria Koterbska i Hanna Rek)
- "Hallo, hallo, hallo, hallo" (muzyka Adam Markiewicz, wyk. Maria Koterbska)
- "Klip klip, klap klap" (muzyka Adam Markiewicz, wyk. Maria Koterbska)
- "Kochać" (muzyka Andrzej Korzyński, wykonuje Piotr Szczepanik)
- "Najtrudniejsze są chwile pożegnań" (muzyka Wojciech Piętowski, wyk. Irena Santor)
- "Nie pozwól mi" (muzyka Maciej Kossowski, wyk. Maciej Kossowski
- "Nie wróci taki dzień" (muzyka Maciej Kossowski, wyk. Maciej Kossowski
- "Saga o cygance Darii" (muzyka Maciej Kossowski, wyk. Maciej Kossowski
- "Nigdy więcej" (muzyka Wojciech Piętowski, wykonuje Piotr Szczepanik)
- "Jesteś moją miłością" (muzyka Jerzy Abratowski, wyk. Anna German)
- "Pójdę wszędzie z tobą" (muzyka Edward Czerny, wyk. Urszula Dudziak)
- "Goniąc kormorany" (muzyka Jerzy Woy-Wojciechowski, wyk. Piotr Szczepanik)
- "Motylem jestem" (muzyka Andrzej Korzyński, wyk. Irena Jarocka)
- "Domek bez adresu" (muzyka Andrzej Korzyński, wyk. Czesław Niemen)
- "Dzisiaj, jutro, zawsze" (muzyka Wojciech Piętowski, wyk. Bohdan Łazuka)
- "Znad białych wydm" (muzyka Marek Sart, wyk. Fryderyka Elkana)
- "Zakochałam się w zielonych oczach" (muzyka Adam Markiewicz, wyk. Ludmiła Jakubczak)
- "Czekam na miłość" (muzyka Andrzej Korzyński, wyk. Ada Rusowicz)
- "Dzień niepodobny do dnia" (muzyka Ryszard Sielicki, wyk. Piotr Szczepanik)
- "Pożegnaj mnie dziewczyno" (muzyka Andrzej Korzyński, wyk. Grupa ABC)
- "W zielonym zoo" (muzyka Jan Czekalla, wyk. Ludmiła Jakubczak)

W 1975 piosenki Andrzeja Tylczyńskiego wydano na płycie Goniąc kormorany i inne piosenki A. Tylczyńskiego.

## Publikacje
- Kryptonim – Jeździec Polski. Warszawa, Wyd. Polcopress, [1976, 1985], 213 s.

Jest także autorem powieści, libretta i piosenek musicalu, komedii muzycznych oraz licznych scenariuszy programów telewizyjnych.